# Gustaaf Baert
Gustave Désiré Marie "Gustaaf" Baert (Sint-Michiels, 16 juni 1846 - 25 februari 1925) was burgemeester van Sint-Michiels.

## Levensloop
Baert was een zoon van Johannes Baert en Rosalie Van Neste. Hij leidde een onderneming op Steenbrugge - Sint-Michiels.
Vanaf 1888 was hij schepen en toen Henri de Serret midden in de oorlog overleed werd hij waarnemend burgemeester. Op 23 februari 1920 werd hij tot burgemeester benoemd. In 1921 won hij de eerste naoorlogse verkiezingen en werd als burgemeester bevestigd, met Louis Demey en Henri Vande Casteele als zijn schepenen.
Baert zat voor het laatst een zitting van de gemeenteraad voor op 13 februari 1924. Hij werd toen ziek en Louis Demey verving hem. Als de periode als locoburgemeester wordt meegerekend, was hij tien jaar burgemeester, nadat hij meer dan dertig jaar schepen was.
Baert was getrouwd met Marie Baert. Hij werd deken van de schuttersgilde Sint-Sebastiaan van Sint-Michiels en bleef dit tot in 1923. In Brugge was hij erelid van de toneelvereniging Breydel's zonen die een afdeling was van het Willemsfonds. Een nieuwe straat werd in Sint-Michiels naar hem genoemd.

## Bijna senator
Een bijzondere episode deed zich in zijn leven voor in 1900. Hij werd door de Liberale partij in Brugge als lijsttrekker geplaatst op de senaatslijst en werd ook verkozen. 
Zijn verkiezing werd echter ongeldig verklaard, omdat hij per vergissing op de lijst was geplaatst van de verkiesbaren voor de Senaat. Hij mocht derhalve niet gaan zetelen en het was de eerste opvolger, Alfred de Lanier die senator werd.